# Deltote olenos
Deltote olenos is een vlinder uit de familie van de uilen (Noctuidae). De wetenschappelijke naam van deze soort is voor het eerst voorgesteld als Eustrotia olenos door William Schaus in een publicatie uit 1914.
De soort komt voor in Frans Guyana.